# Boticas
Boticas ist eine Kleinstadt (Vila) im Norden Portugals.

## Geschichte
Im 2. Jahrhundert v. Chr. eroberten die Römer die Iberische Halbinsel. Vermutlich bestanden hier bereits befestigte Siedlungen der Castrokultur, in denen sich die Römer niederließen, um in den umliegenden Minen Erze abzubauen und die Thermalquellen von Carvalhelhos zu nutzen. Der heutige Ortsname leitet sich vom lateinischen apotheca ab.
Im Verlauf der Reconquista wurde die Verwaltungseinheit von Barroso geschaffen, zu der Boticas gehörte. Nach der erfolgreichen Revolution von 1383, in der die Unabhängigkeit Portugals gesichert wurde, gab König João I. das Gebiet an den Ritter Nuno Álvares Pereira.
Der eigenständige Kreis Boticas wurde im Verlauf der Verwaltungsreformen nach der Liberalen Revolution 1822 und dem folgenden Miguelistenkrieg (1832/34) im Jahr 1836 neu geschaffen, durch Abspaltung aus dem anschließend aufgelösten Kreis Barroso.

## Kultur und Sehenswürdigkeiten
Neben verschiedenen Sakralbauten, Steinbrunnen und historischen öffentlichen Gebäuden (Grundschule und Gericht) steht auch der historische Ortskern als Ganzes unter Denkmalschutz.
Das kleine Museum Repositório Histórico do „Vinho dos Mortos“ erinnert an eine kuriose Episode aus der zweiten Napoleonischen Invasion. Als die Bewohner Boticas’ 1808 alles Hab und Gut vor den heranrückenden Truppen des General Soult versteckten, vergruben sie auch ihre Weinvorräte. Als sie diese später ausgruben, fanden sie keinen verdorbenen, sondern im Gegenteil geschmacklich verbesserten Wein vor. Diese lokale Weinspezialität trägt seither den Namen Vinho dos Mortos (port. für: Wein der Toten), der sich auf das Vergraben des Weines bezieht.
Das Museu Rural de Boticas widmet sich der regionalen landwirtschaftlichen Geschichte und dem früheren Alltagsleben im Kreis. Weitere Orte der Kultur sind das Kunst- und Kulturzentrum Centro de Artes Nadir Afonso, der Archäologiepark Parque Arqueológico do Vale do Terva in der Gemeinde Bobadela, die Stadtbibliothek Biblioteca Municipal, und das städtische Konferenz- und Veranstaltungszentrum Auditório Municipal Dr. José S. Fernandes, u. a. mit Konzerten, Kino und Ausstellungen.

## Verwaltung

### Kreis
Boticas ist Sitz eines gleichnamigen Kreises (Concelho) im Distrikt Vila Real. Am 30. Juni 2011 hatte der Kreis 1283 Einwohner auf einer Fläche von 322,0 km².
Die Nachbarkreise sind (im Uhrzeigersinn im Norden beginnend): Montalegre, Chaves, Vila Pouca de Aguiar, Ribeira de Pena sowie Cabeceiras de Basto.
Mit der Gebietsreform im September 2013 wurden mehrere Gemeinden zu neuen Gemeinden zusammengefasst, sodass sich die Zahl der Gemeinden von zuvor 16 auf zehn verringerte.
Die folgenden Gemeinden liegen im Kreis Boticas:

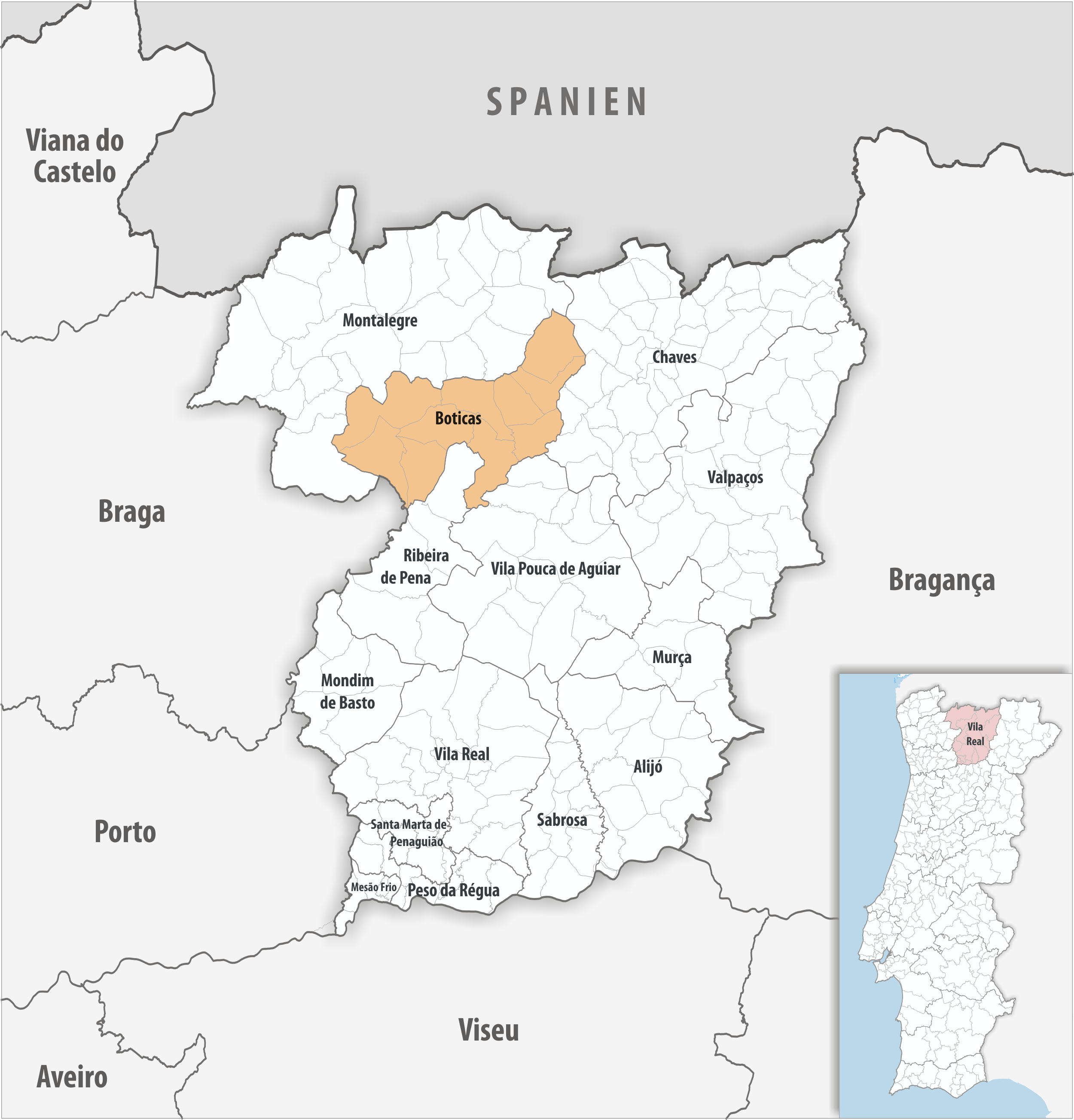
Kreis Boticas

| Gemeinde                            | Einwohner (2021) | Fläche km² | Dichte Einw./km² | LAU- Code |
| ----------------------------------- | ---------------- | ---------- | ---------------- | --------- |
| Alturas do Barroso e Cerdedo        | 389              | 56,64      | 7                | 170217    |
| Ardãos e Bobadela                   | 463              | 37,12      | 12               | 170218    |
| Boticas e Granja                    | 1.540            | 22,66      | 68               | 170219    |
| Beça                                | 778              | 29,86      | 26               | 170203    |
| Codessoso, Curros e Fiães do Tâmega | 257              | 35,17      | 7                | 170220    |
| Covas do Barroso                    | 191              | 29,58      | 6                | 170208    |
| Dornelas                            | 274              | 36,58      | 7                | 170210    |
| Pinho                               | 328              | 22,37      | 15               | 170213    |
| Sapiãos                             | 397              | 21,1       | 19               | 170215    |
| Vilar e Viveiro                     | 383              | 30,88      | 12               | 170221    |
| Kreis Boticas                       | 5.000            | 321,96     | 16               | 1702      |

### Bevölkerungsentwicklung
| Einwohnerzahl im Kreis Boticas (1849–2011) | Einwohnerzahl im Kreis Boticas (1849–2011) | Einwohnerzahl im Kreis Boticas (1849–2011) | Einwohnerzahl im Kreis Boticas (1849–2011) | Einwohnerzahl im Kreis Boticas (1849–2011) | Einwohnerzahl im Kreis Boticas (1849–2011) | Einwohnerzahl im Kreis Boticas (1849–2011) | Einwohnerzahl im Kreis Boticas (1849–2011) | Einwohnerzahl im Kreis Boticas (1849–2011) |
| ------------------------------------------ | ------------------------------------------ | ------------------------------------------ | ------------------------------------------ | ------------------------------------------ | ------------------------------------------ | ------------------------------------------ | ------------------------------------------ | ------------------------------------------ |
| 1849                                       | 1900                                       | 1930                                       | 1960                                       | 1981                                       | 1991                                       | 2001                                       | 2011                                       |                                            |
| 10.226                                     | 10.982                                     | 11.154                                     | 14.481                                     | 8773                                       | 7936                                       | 6417                                       | 5750                                       |                                            |

### Kommunaler Feiertag
- 6. November

### Städtepartnerschaften
- Spanien: Outes (Galicien), Provinz A Coruña (seit 2008)
- Frankreich: Gond-Pontouvre, im Kanton Gond-Pontouvre (seit 2009)
- São Tomé und Príncipe: Caué (seit 2009)[9]

## Verkehr
Die Nationalstraße N311 führt zur 16 km östlich gelegenen Anschlussstelle Nr. 20 (Vidago) der Autobahn A24, die zur 45 km südlich gelegenen Distrikthauptstadt Vila Real bzw. in das etwa 25 km nördlich beginnende Galicien führt. Die N312 verläuft nördlich zur 4 km entfernten Durchgangsstraße N103, die zum etwa 20 km östlich gelegenen Chaves und zum etwa 100 km westlich gelegenen Braga führt.
Einen eigenen Eisenbahnanschluss hat Boticas nicht. Bis zur einstweiligen Stilllegung der Linha do Corgo befand sich im etwa 16 km östlich gelegenen Vidago der nächste Bahnhof.
Der zentral gelegene Busbahnhof Central de Camionagem de Boticas ist Ausgangspunkt für eine Reihe privater Buslinien, die lokale, regionale und überregionale Verbindungen anbieten.

## Lithiumvorkommen
In der Gegend um Boticas gibt es Lithiumvorkommen. Man redet von den bedeutendsten Vorkommen in Europa im Mina do Barroso Lithium Project. Lithium ist hier als sogenanntes Spodumen in Hartgestein gebunden. An manchen Stellen findet man Lithium ab dem ersten Bohrmeter, an anderen muss man 20 bis 30 Meter in die Tiefe gehen. Helles, silbrig glänzendes Gestein, das noch beim Herausholen zu Pulver zerstoßen wird, enthält Lithium. Seit 2017 gibt es Testbohrungen verschiedener Unternehmen. Im zweiten Halbjahr 2019 soll die Entscheidung fallen, ob sich ein Abbau lohnt. Derzeit haben ca. 40 Explorationsunternehmen sich beim portugiesischen Staat um Lizenzen beworben.